# Duesenberg Model A
O Duesenberg Model A foi o primeiro automóvel produzido pela empresa estadunidense Duesenberg, e também o primeiro veículo em série com freio hidráulico. Foi ainda o primeiro automóvel estadunidense com motor de oito cilindros em linha de produção. Produzido na cidade de Indianapolis no estado americano de Indiana, de 1921 a 1926.

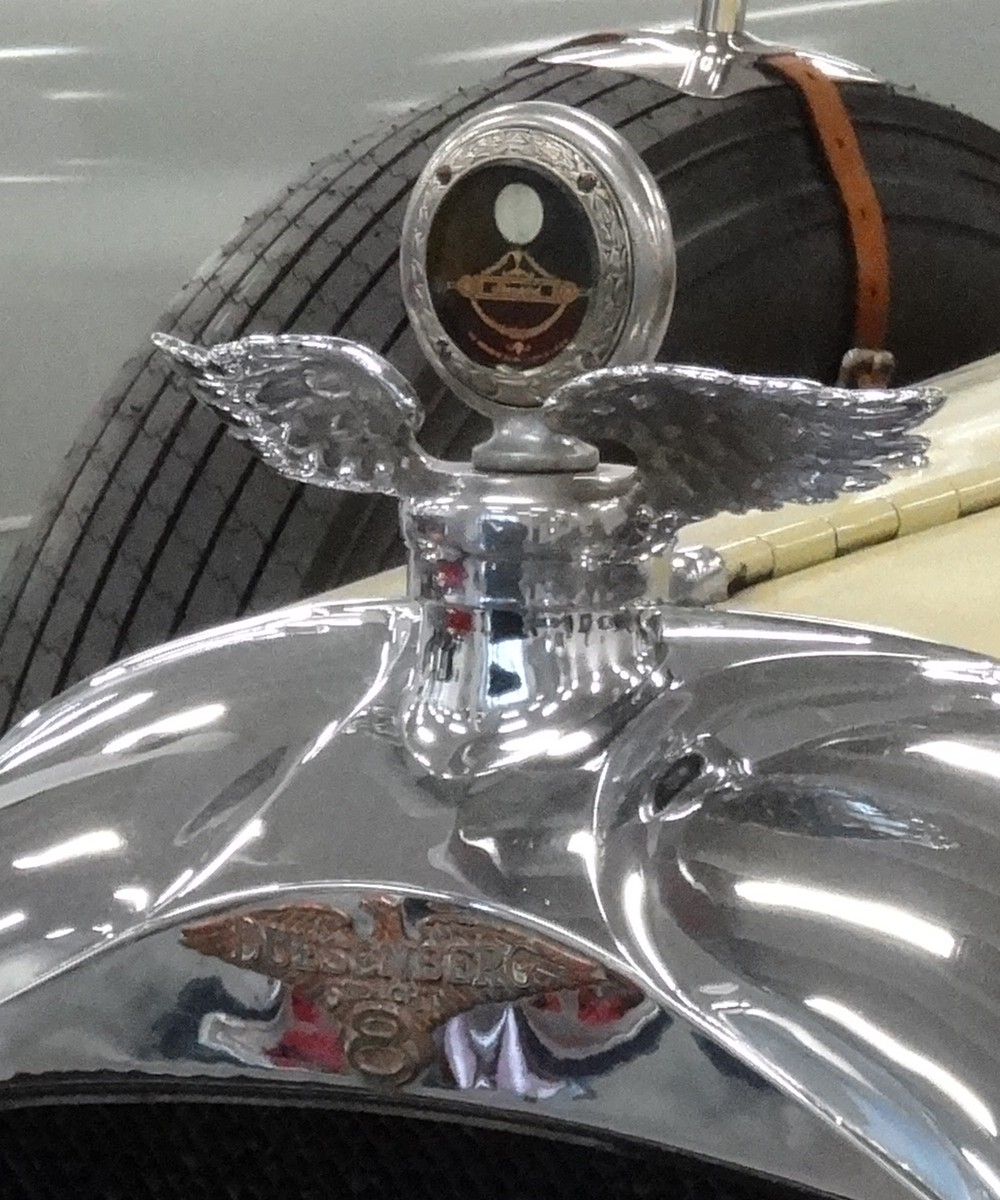
Logo e mascote do Duesenberg Model A